# Pomares (álbum)
Pomares é o primeiro álbum de estúdio do cantor Chico Chico, lançado em 29 de outubro de 2021 pela gravadora Selim. O primeiro single, "Ribanceira," foi lançado em 8 de outubro de 2021. O álbum conta com um dueto de Chico com a mãe Maria Eugênia na faixa "Mãe", uma homenagem do cantor às suas duas mães, Maria Eugênia e Cássia Eller. O título original de Pomares seria "Rói", em referência a sonoridade crua do álbum. O álbum foi indicado ao Grammy Latino de Melhor Álbum de Música Popular Brasileira em 2022.

## Lançamento
O álbum estava originalmente previsto para ser lançado em 24 de outubro de 2021, mas acabou sendo lançado nas plataformas digitais em 29 de outubro de 2021.

## Recepção
Mauro Ferreira do portal G1 escreveu: "Chico Chico espalha sementes neste bom e tardio primeiro álbum solo gravado sem expectativas imediatistas. Sementes que hão de frutificar no futuro."

## Faixas
| N.º            | Título                                                                       | Compositor(es)                        | Duração |  |
| 1.             | "Abacateiro Real"                                                            | Chico Chico                           | 2:33    |  |
| 2.             | "Amarelo Amargo"                                                             | Chico Chico                           | 3:44    |  |
| 3.             | "Ribanceira"                                                                 | Chico Chico                           | 3:28    |  |
| 4.             | "Templos"                                                                    | Chico Chico, Sal Pessoa               | 3:05    |  |
| 5.             | "Pomares"                                                                    | Chico Chico                           | 4:23    |  |
| 6.             | "O Tempo Nunca Mais Firmou"                                                  | Chico Chico, Sal Pessoa               | 2:32    |  |
| 7.             | "Mãe"                                                                        | Chico Chico                           | 3:38    |  |
| 8.             | "Demanda"                                                                    | Chico Chico                           | 2:32    |  |
| 9.             | "Estrela Matutina" (com Daíra, Juliana Linhares Marcos Mesmo, Pedro Fonseca) | Chico Chico, Marcos Mesmo, Sal Pessoa | 2:34    |  |
| 10.            | "Sol de Maio"                                                                | Chico Chico, Sal Pessoa               | 3:16    |  |
| 11.            | "Sei que não é Engraçado"                                                    | Chico Chico                           | 0:59    |  |
| 12.            | "Chega"                                                                      | Chico Chico                           | 2:06    |  |
| Duração total: | Duração total:                                                               | Duração total:                        | 34:52   |  |

## Prêmios e indicações
| Ano  | Prêmiação     | Categoria                                 | Resultado |
| ---- | ------------- | ----------------------------------------- | --------- |
| 2022 | Grammy Latino | Melhor Álbum de Música Popular Brasileira | Indicado  |